# Distretto di Agordat
Il distretto di Agordat è  un distretto dell'Eritrea nella regione di Gasc-Barca, con capoluogo Agordat.